# Falivene (apellido)
Falivene es un apellido italiano originario de Salerno, principalmente en los montes Picentinos. Surgió aproximadamente en el siglo XVI.
Se escribe correctamente Falivene, sufriendo a lo largo de los años diversas deformaciones: tales como el reemplazar la "V" por la "B"; o en algunos casos la terminación, la "E" es cambiada por la "A" o la "I".
Según el Historical Research Center, deriva de dos palabras Fali y Vene, respectivamente Valentín y quien obra bien.
Uno de los primeros en hacer uso del apellido fue Monseñor Agostino Falivene, en el 1500s o Fiorella Falivena, fundadora del convento de SS Maria in Carbonara. En la actualidad quien lleva este apellido italiano es  el compositor e intérprete argentino oriundo de la provincia de Entre Ríos La Paz Gerard Faliveni conocido por sus temas musicales "Me Buscas" , "Bipolar", "Perdidamente Enamorado", "Noche Salvaje" y otros.